# Beethoven Frühling
Der Beethoven Frühling ist ein internationales Klassik-Festival in Niederösterreich. Konzerte finden an Spielorten mit Bezug zu Ludwig van Beethoven statt. Dazu zählen Baden, Gneixendorf und Wiener Neustadt. Gründerin und künstlerische Leiterin des Festivals ist Dorothy Khadem-Missagh. Aus Anlass des Beethoven-Jubiläumsjahres 2020 gegründet, liegt der Schwerpunkt des Festivals auf klassischer Musik, unter Einbindung von zeitgenössischer Musik, Crossover, Jazz und digitaler Kunst. Künstler und Ensembles wie das Simply Quartet, das Wiener KammerOrchester, Claus-Christian Schuster, das Janoska Ensemble, BartolomeyBittmann, das Chaos Quartet, das Trio Vision, Pascal Schumacher, Federspiel, Louie’s Cage Percussion, Michael Niavarani und Mitglieder der Wiener Philharmoniker wirkten bisher beim Beethoven Frühling mit.

## Geschichte
In der ersten Festivalsaison 2020 wurde das Festival aufgrund der COVID-19 Pandemie kurzfristig zu einem Online-Festival umgeplant, da aufgrund der Lockdown-Maßnahmen keine Konzerte mit Publikum vor Ort durchgeführt werden konnten. Die Streaming-Konzerte erreichten ein Publikum von über 50.000 Zusehern und wurden teilweise von Radio Ö1 übertragen. 2021 kamen zusätzliche digitale Angebote dazu, um die Konzerte zu begleiten. Dazu zählten u. a. ein Podcast mit Dorothy Khadem-Missagh und dem österreichischen Kabarettisten Michael Niavarani sowie Chatrooms für den Austausch zwischen Künstlern und Publikum. Das Forum Beethoven Frühling ist ein Format für den Austausch zwischen erfahrenen Musikern mit musikinteressierten Jugendlichen. Mit dem Beethoven Frühling Festival-Orchesters verfügt der Beethoven Frühling auch über einen symphonischen Klangkörper. In der Saison 2023 wurde künstliche Intelligenz in unterschiedlichen Formen in das Festivalprogramm eingebunden. Mit KI-generierter digitaler Kunst, Grafiken und Texten wurde die Anwendung von KI thematisiert und hinterfragt.